# Ginnastica artistica ai XVII Giochi del Mediterraneo
Le gare di Ginnastica artistica ai XVII Giochi del Mediterraneo si sono svolte dal 21 al 24 giugno 2013 presso la Mersin Gymnastics Hall di Mersin, in Turchia. Il programma è stato articolato prevedendo l'assegnazione di un totale di 14 medaglie d'oro, nelle seguenti specialità:
- Concorso Individuale (maschile e femminile)
- Concorso a Squadre (maschile e femminile)
- Corpo Libero (maschile e femminile)
- Cavallo (maschile)
- Anelli (maschile)
- Volteggio (maschile e femminile)
- Parallele Asimmetriche (femminile)
- Parallele Simmetriche (maschile)
- Sbarra (maschile)
- Trave (femminile)

In questa edizione ogni squadra è stata composta da cinque ginnasti/e di cui quattro hanno partecipato ad ogni esercizio agli attrezzi. 

## Calendario
| Q | Qualifiche | F | Finale |

| Eventi↓/Date →           | Ven 21 | Sab 22 | Dom 23 | Lun 24 |
| ------------------------ | ------ | ------ | ------ | ------ |
| Concorso individuale U   |        | Q      | F      |        |
| Concorso a squadre U     |        | F      |        |        |
| Volteggio U              |        | Q      |        | F      |
| Corpo libero U           |        | Q      |        | F      |
| Cavallo U                |        | Q      |        | F      |
| Anelli U                 |        | Q      |        | F      |
| Parallele simmetriche U  |        | Q      |        | F      |
| Sbarra U                 |        | Q      |        | F      |
| Concorso individuale D   | Q      |        | F      |        |
| Concorso a squadre D     | F      |        |        |        |
| Volteggio D              | Q      |        |        | F      |
| Corpo libero D           | Q      |        |        | F      |
| Parallele asimmetriche U | Q      |        |        | F      |
| Trave U                  | Q      |        |        | F      |

## Podi

### Uomini
| Evento                | Oro                                                                                    | Perform. | Argento                                                                          | Perform. | Bronzo                                                                               | Perform. |
| Ginnastica artistica  |                                                                                        |          |                                                                                  |          |                                                                                      |          |
| Concorso individuale  | Javier Gómez Fuertes                                                                   | 86.964   | Fabián González                                                                  | 85.565   | Guillaume Augugliaro                                                                 | 85.530   |
| Concorso a squadre    | Spagna Nestor Abad Christian Bazan Javier Gómez Fuertes Fabián González Ruben Martínez | 261.229  | Italia Andrea Cingolani Ludovico Edalli Paolo Ottavi Enrico Pozzo Paolo Principi | 256.465  | Francia Kevin Antoniotti Guillaume Augugliaro Quentin Signori Arnaud Willig Jim Zona | 250.171  |
| Corpo libero          | Eleftherios Kosmidis                                                                   | 15.366   | Fabián González                                                                  | 14.733   | Wajdi Bouallegue                                                                     | 14.566   |
| Cavallo con maniglie  | Saso Bertoncelj                                                                        | 15.266   | Robert Seligman                                                                  | 15.100   | Fabián González                                                                      | 14.833   |
| Anelli                | Eleutherios Petrounias                                                                 | 15.700   | Ibrahim Çolak                                                                    | 15.133   | Javier Gómez Fuertes                                                                 | 14.866   |
| Volteggio             | Néstor Abad                                                                            | 14.833   | Paolo Principi                                                                   | 14.583   | Wajdi Bouallègue                                                                     | 14.416   |
| Parallele simmetriche | Kevin Antoniotti                                                                       | 15.033   | Ruben Martinez                                                                   | 15.000   | Ferhat Arıcan                                                                        | 14.866   |
| Sbarra                | Ümit Şamiloğlu                                                                         | 15.366   | Marijo Možnik                                                                    | 15.166   | Enrico Pozzo                                                                         | 14.866   |

### Donne
| Evento                 | Oro                                                                                    | Perform. | Argento                                                                                 | Perform. | Bronzo                                                                       | Perform. |
| Ginnastica artistica   |                                                                                        |          |                                                                                         |          |                                                                              |          |
| Concorso individuale   | Vanessa Ferrari                                                                        | 56.132   | Maria Paula Vargas                                                                      | 55.032   | Valentine Sabatou                                                            | 54.365   |
| Concorso a squadre     | Italia Giorgia Campana Vanessa Ferrari Chiara Gandolfi Giulia Leni Elisabetta Preziosa | 165.396  | Francia Mira Boumejmajen Johanna Cano Monon Cormoreche Maelys Plessis Valentine Sabatou | 158.800  | Grecia Myropi Christofilaki Vasilikī Millousī Maria Simou Maria Trichopoulou | 148.597  |
| Corpo libero           | Vanessa Ferrari                                                                        | 13.900   | Valentine Sabatou                                                                       | 13.200   | Elisabetta Preziosa                                                          | 13.166   |
| Volteggio              | Fadwa Mahmoud                                                                          | 14.250   | Johanna Cano                                                                            | 13.616   | Giulia Leni                                                                  | 13.599   |
| Parallele asimmetriche | Chiara Gandolfi                                                                        | 14.200   | Maria Paula Vargas                                                                      | 14.100   | Giorgia Campana                                                              | 13.700   |
| Trave d'equilibrio     | Giorgia Campana                                                                        | 14.553   | Vasilikī Millousī                                                                       | 14.200   | Vanessa Ferrari                                                              | 14.166   |

## Medagliere
| Posizione | Paese    | Oro | Argento | Bronzo | Totale |
| --------- | -------- | --- | ------- | ------ | ------ |
| 1         | Italia   | 5   | 2       | 5      | 12     |
| 2         | Spagna   | 3   | 5       | 2      | 10     |
| 3         | Grecia   | 2   | 1       | 1      | 4      |
| 4         | Francia  | 1   | 3       | 3      | 7      |
| 5         | Turchia  | 1   | 1       | 1      | 3      |
| 6         | Egitto   | 1   | 0       | 0      | 1      |
| 6         | Slovenia | 1   | 0       | 0      | 1      |
| 8         | Croazia  | 0   | 2       | 0      | 2      |
| 9         | Tunisia  | 0   | 0       | 2      | 1      |
| Totale    | Totale   | 14  | 14      | 14     | 42     |